# Saint-Jean-la-Poterie
Saint-Jean-la-Poterie (en bretó Sant-Yann-ar-Wern, gal·ló Saent-Jan-la-Poteriy) és un municipi francès, situat a la regió de Bretanya, al departament d'Ar Mor-Bihan. L'any 2006 tenia 1.455 habitants. Limita amb els municipis de Redon a Ille i Vilaine, Saint-Nicolas-de-Redon a Loira Atlàntic, Rieux, Allaire i Saint-Perreux a Morbihan.

## Demografia
| 1962                                       | 1968  | 1975  | 1982  | 1990  | 1999  |
| ------------------------------------------ | ----- | ----- | ----- | ----- | ----- |
| 959                                        | 1.077 | 1.199 | 1.252 | 1.394 | 1.337 |
| Des de 1962: població sense dobles comptes |       |       |       |       |       |

## Administració
| Període   | Identitat          | Partit |
| --------- | ------------------ | ------ |
| 1995-2001 | Alain Danveau      |        |
| 2001-2008 | Jacques Dourdoigne |        |
| 2008-     | Michel Pierre      |        |